# カルボジイミド
カルボジイミド (carbodiimide) は化学式 −N=C=N− で表される官能基、及びそれを含む化学物質の総称である。カルボジイミドは水分が付加することにより容易に尿素誘導体を形成してしまうため、自然界にはまれにしか存在しない。

## カルボジイミドの生成
カルボジイミドは尿素からの脱水反応、もしくはチオ尿素を原料として生成される。

## カルボジイミドの使用
有機合成化学において、カルボジイミド基を含む化合物は脱水縮合剤として用いられる。良く使われる例としてはカルボン酸に対するアミド結合、もしくはエステル結合形成の促進である。脱水縮合を促進させ、かつ副反応を抑制するための添加剤として 1-ヒドロキシベンゾトリアゾール (HOBt) や N-ヒドロキシコハク酸イミド (HOSu) などが良く用いられる。
カルボジイミドはアミンからグアニジンを生成する際にも使用可能である。

## アミド結合形成の機構
カルボジイミドを用いたアミド結合の形成は1段階で進むが、その一方で様々な副反応が起こる。酸である 1 はカルボジイミドと反応し、O-アシルイソ尿素である重要な中間体 2 を生成する。2 はカルボン酸の活性エステルであり、他の物質との反応により容易に脱離し反応が進行すると考えられる。2 がアミンと反応した場合、目的の化合物である 3 と尿素誘導体である 4 を生成する。
これ以外にも 2 を出発点とした異なる反応が起き、目的のアミド縮合化合物とそれ以外の不要な副生成物が両方生成する。化合物 2 がカルボン酸 1 と反応した場合、カルボン酸無水物である 5 を生成する。この化合物 5 は活性が高いためアミンと反応し化合物 3 が生成する。不要な副生成物が生成する場合もあるが、この場合は化合物 2 が転位反応を起こし、安定な N-アシル尿素である化合物 6 を生成する。誘電率の低い溶媒であるジクロロメタンやクロロホルムを用いた場合、このような副反応を最小限に抑えることができる。
また触媒量の HOBt を加えることで、活性エステルである O-アシル化 1-オキシベンゾトリアゾール体を生成するので、HOBtと共に利用する場合が多い。

## ジシクロヘキシルカルボジイミド
ジシクロヘキシルカルボジイミド（DCC, 英：N,N'-Dicyclohexylcarbodiimide）はカルボジイミドの一種であり、カルボジイミドの中では初期に開発された。アミド結合やエステル結合の形成に良く用いられ、ペプチド固相合成法に用いられたこともあった。DCC はアミド結合形成において高い収率を得る事ができ、かなり安価に入手可能であるため広く用いられるに至った。
しかしながら DCC は重大な欠点も持っているため、特に必要のある場合以外では使用されなくなってきた。問題点としては
1. 副生成物である N,N'-ジシクロヘキシル尿素は濾過である程度除去する事が可能であるが、それ以上の除去が難しい
2. DCCは伝統的なペプチド固相合成法とは相性が悪い。副生成物である N,N'-ジシクロヘキシル尿素は脂溶性が高く且つ結晶性が高い為、ペプチドが結合しているレジンからの洗浄除去が困難であるからである
3. DCCは強力なアレルゲン（より正確には生体高分子と結合してアレルゲンとなるアジュバント物質）であるため、皮膚に触れた場合は重いアレルギー反応を示す可能性がある

といったものが挙げられる。

## ジイソプロピルカルボジイミド
ジイソプロピルカルボジイミド（DIC, 英：N,N'-diisopropylcarbodiimide）は DCC の代替化合物として開発された。DIC はいくつかの点を除くと DCC と非常に性質が似ている。
1. DIC は液体であるため、DCC（ろう様の固体）に比べ取り扱いが容易である
2. 副生成物である N,N'-ジイソプロピル尿素は有機溶媒に可溶であるため、抽出により簡単に除去可能である。そのため DIC はペプチド固相合成にも用いられる
3. アレルギー反応を引き起こさない

## 1-エチル-3-(3-ジメチルアミノプロピル)カルボジイミド
1-エチル-3-[3-(ジメチルアミノ)プロピル]カルボジイミド（EDC、EDCI、EDAC、英：1-ethyl-3-[3-(dimethylamino)propyl]carbodiimide）は水に可溶なカルボジイミドである。このため、反応終了後に抽出操作によって生成物との分離が可能である。また、DIC同様にアレルギー反応を起こしにくい。塩酸塩が白色粉末として市販されており、入手は容易である。塩酸塩をそのまま用いることが多い。このため現在では数あるアミド結合生成反応の中でも、スタンダードの地位を占めるに至った。
水に可溶なカルボジイミドであることからWSCあるいはWSCD(Water Soluble Carbodiimide)とも略される。

## その他のカルボジイミド
その他の縮合剤として使用されるカルボジイミド類を表に示す。
| 名称                                                                     | 略号 | CAS番号    | 備考           |
| ------------------------------------------------------------------------ | ---- | ---------- | -------------- |
| N-[3-(Dimethylamino)propyl]-N'-ethylcarbodiimide methiodide              |      | 22572-40-3 | EDC Methiodide |
| N-tert-Butyl-N'-ethylcarbodiimide                                        | BEC  | 1433-27-8  |                |
| N-Cyclohexyl-N'-(2-morpholinoethyl)carbodiimide metho-p-toluenesulfonate | CMC  | 2491-17-0  |                |
| N,N'-Di-tert-butylcarbodiimide                                           |      | 691-24-7   |                |
| N,N'-Di-p-tolylcarbodiimide                                              |      | 726-42-1   |                |